# Betsaïda

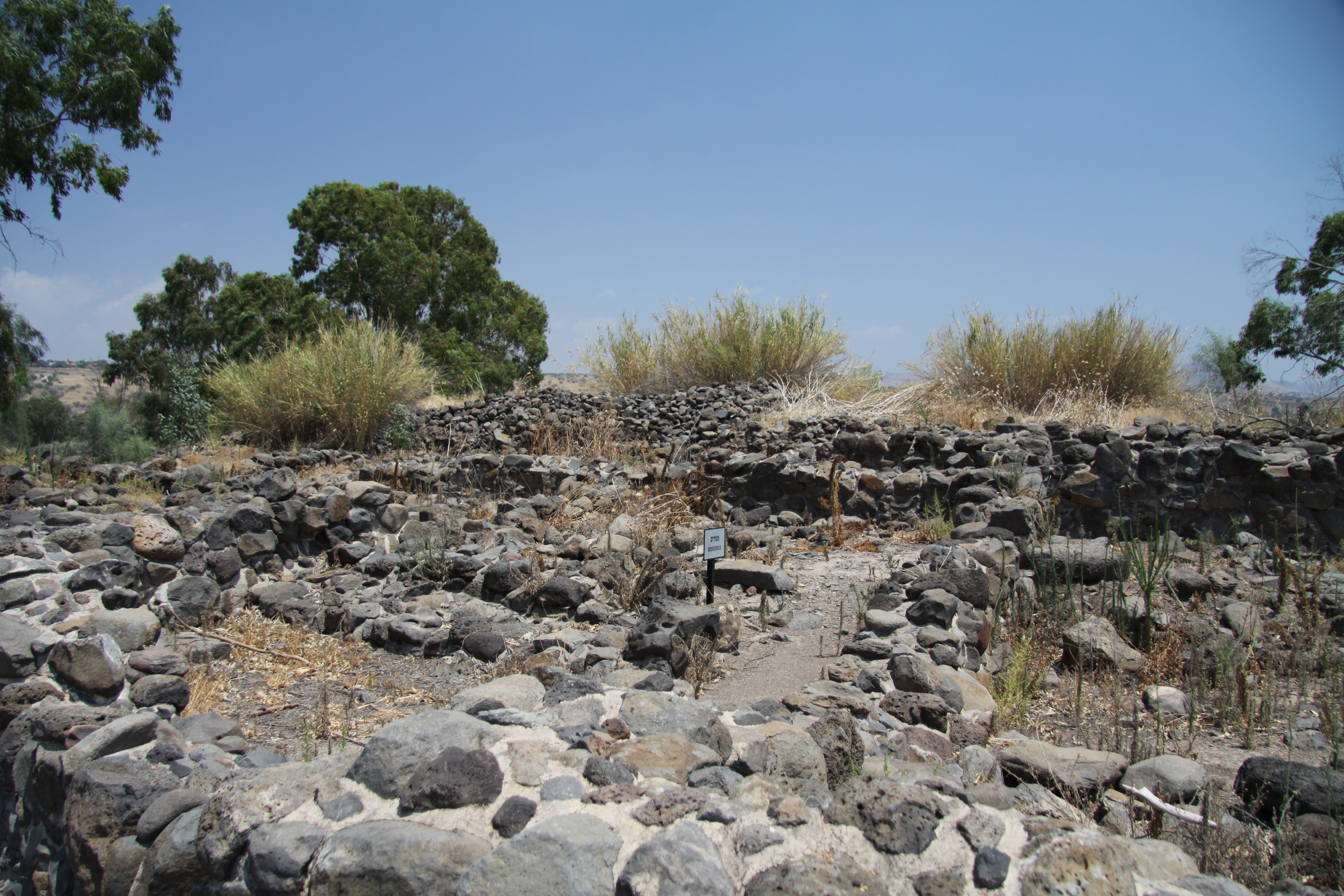
Betsaïda

Betsaïda (ook wel Bethsaïda) betekent in het Hebreeuws vissersdorp, oude naam van een dorp aan de noordzijde van het Meer van Tiberias, waaruit volgens Johannes 1:45 de eerste drie leerlingen van Jezus, nl. Simon Petrus, Andreas en Filippus afkomstig waren.
Hier trok Jezus zich terug na de onthoofding van Johannes de Doper, maar de mensen kwamen het te weten en volgden hem. De toeloop was enorm, meer dan vijfduizend.(Lc 9:10-17). Hier vond het wonder van de vijf broden en twee vissen plaats.

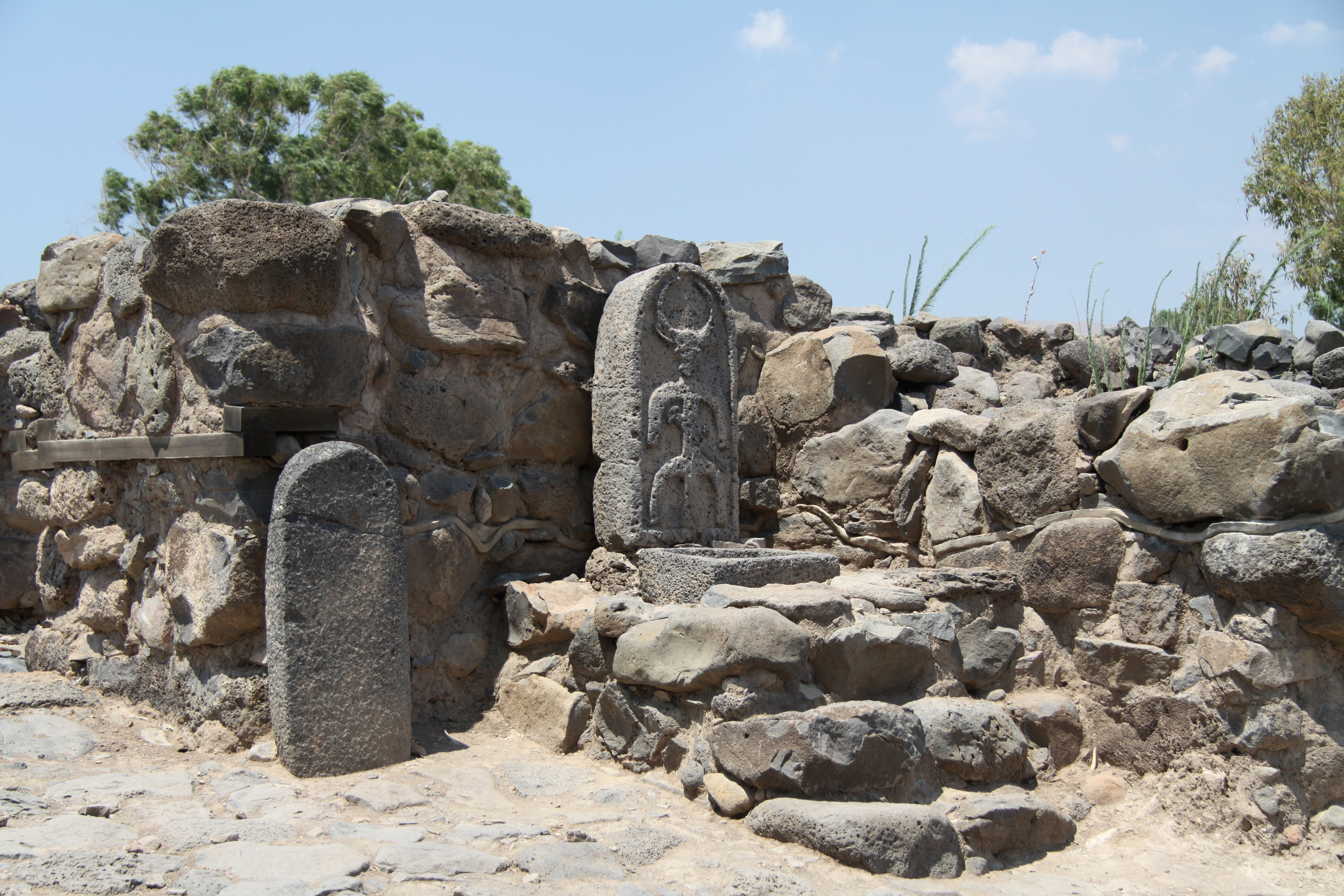
Bethsaida, ruïnes, zomer 2011

In latere geschriften van Chrysostomos en Hiëronymus van Stridon, die dateren van omstreeks het jaar 400, wordt ook van de apostelen Jacobus en Johannes gezegd dat ze uit Bethsaïda kwamen. Volgens Mattheüs noemt Jezus Bethsaïda, samen met het 8 km verderop gelegen Chorazin, de twee Galileïsche plaatsen die onwillig zijn ten aanzien van bekering, terwijl hij er de meeste wonderen heeft gedaan. In de omgeving van Bethsaïda wordt ook de genezing van een blinde gelokaliseerd.
De ruïnes van het dorp Betsaïda werden in 1987 door Bargil Pixner ontdekt bij opgravingen op de heuvel Et-Tell.

## Ligging
Et-Tell ligt aan de noordkant van het Meer van Galilea, ten oosten van de monding van de Jordaan in het meer. De heuvel ligt aan wegnummer 886 ca. 1,5 km uit de huidige oever van het meer. Et Tell heeft een oppervlakte van ongeveer 8 hectare. 
De ligging op enige afstand van het meer werpt de vraag op, of dit een vissersdorp geweest kan zijn. Er zijn echter wel vissersbenodigdheden gevonden. Ook wordt wel gesteld dat er aanslibbing is veroorzaakt door de Jordaan, of dat door toegenomen watergebruik de waterstand is gedaald, zodat de plek vroeger wél aan de oever lag.

## Vestigingsperioden
De eerste afgravingen onder leiding van de archeoloog R. Arav van de Universiteit van Haifa in 1987 en 1989 maakten duidelijk dat de plaats in de antieke oudheid bewoond was. Dit was het geval in de vroege bronstijd (ca. 3300–2300 v. Chr.), de ijzertijd (ca. 1000 – 587 v. Chr.) en de Hellenistisch-Romeinse tijd (336 – 30 v. Chr.) en aansluitend tijdens het Romeinse Rijk.

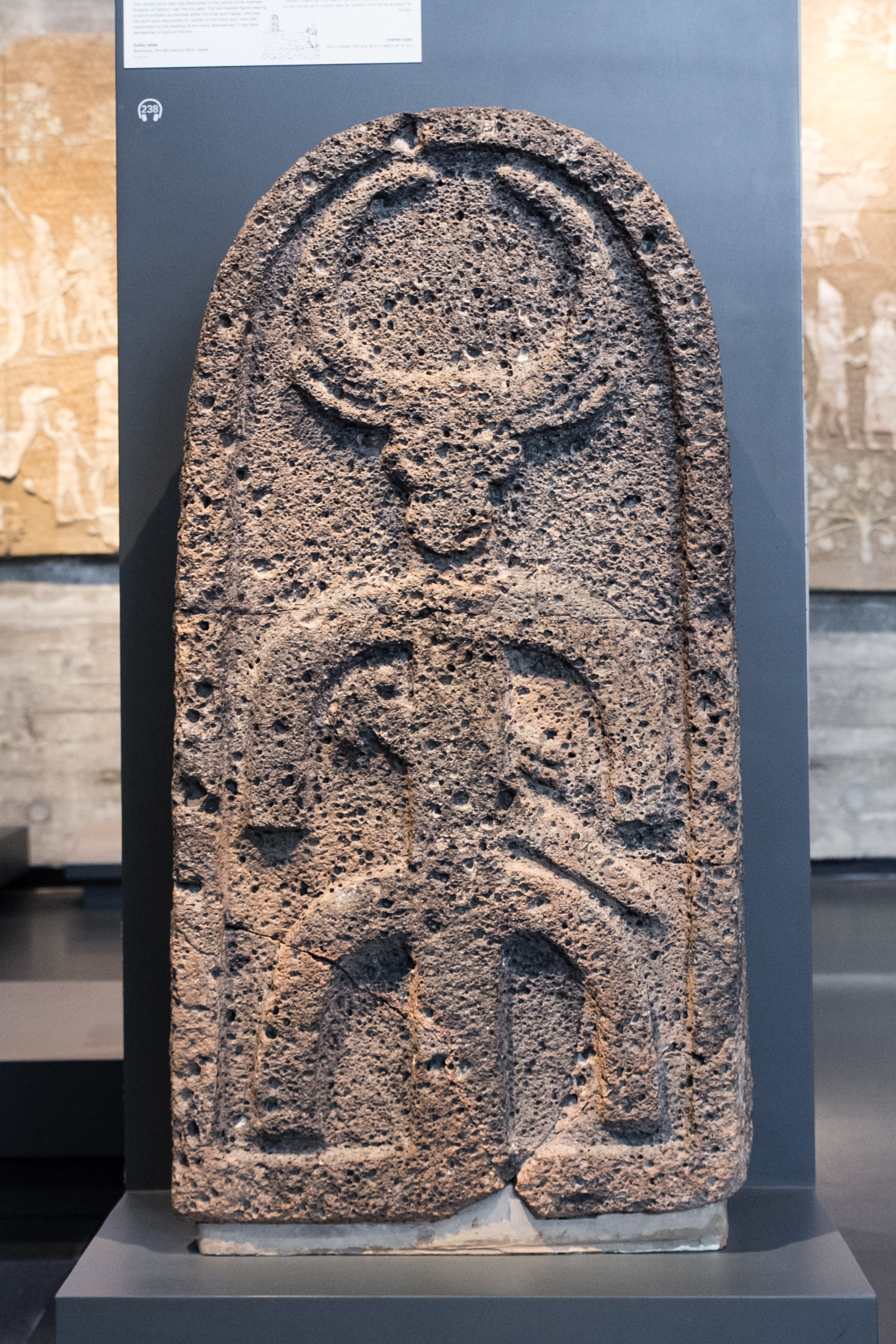
Afbeelding uit Bethsaida (Israel Museum, Jerusalem)

### IJzertijd

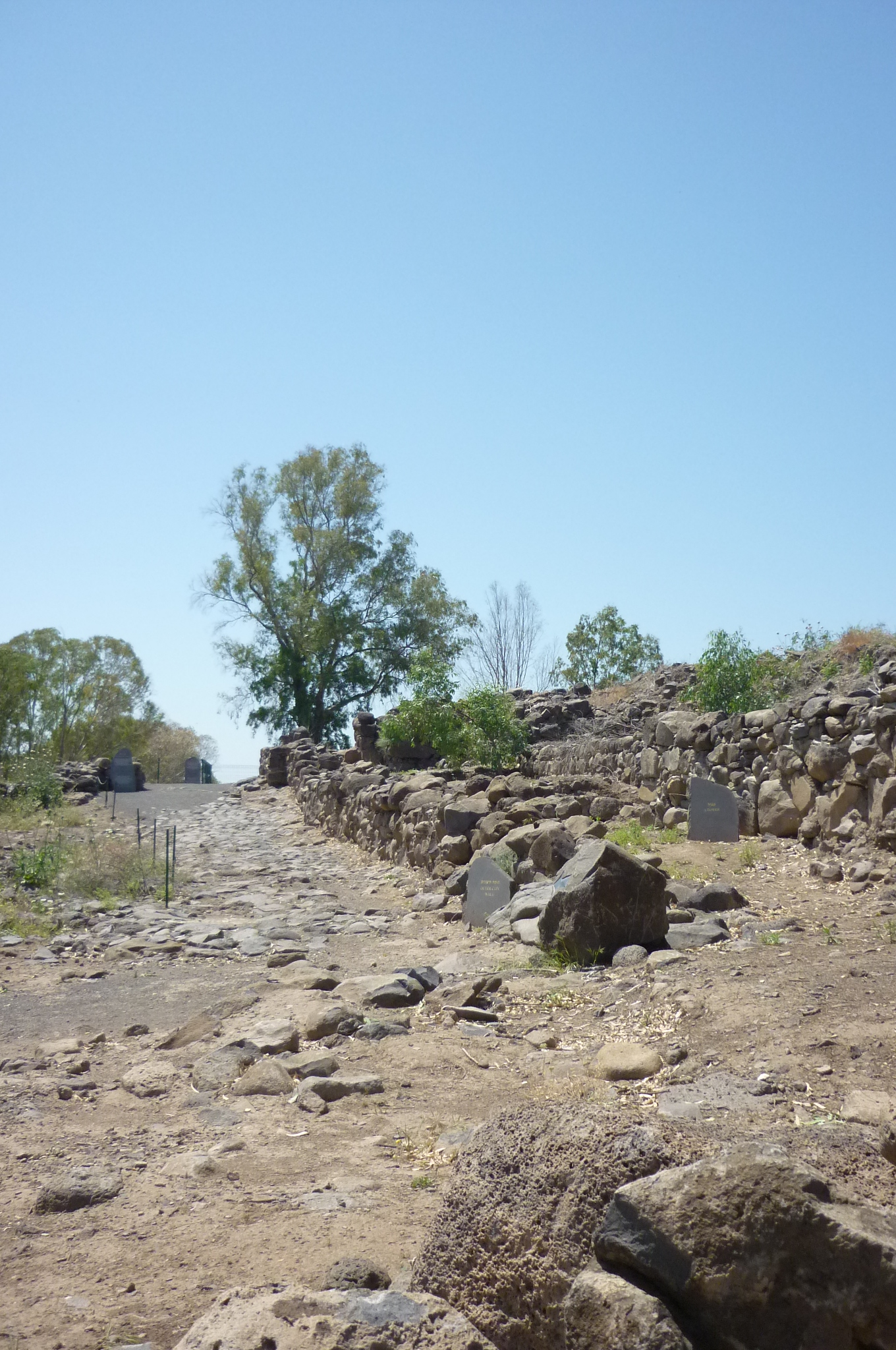
Bethsaida: binnenste en buitenste stadsmuur

Archeologen gaan er tot nu van uit dat de vestiging Bethsaïda omstreeks 1000 v. Chr. ontstond. Wegens de omvang en betekenis van de vondsten uit deze tijd kan het de hoofdstad van het koninkrijk Geshur zijn geweest. Zo zijn er resten gevonden van een tot 6 meter dikke dubbele stadsmuur.  

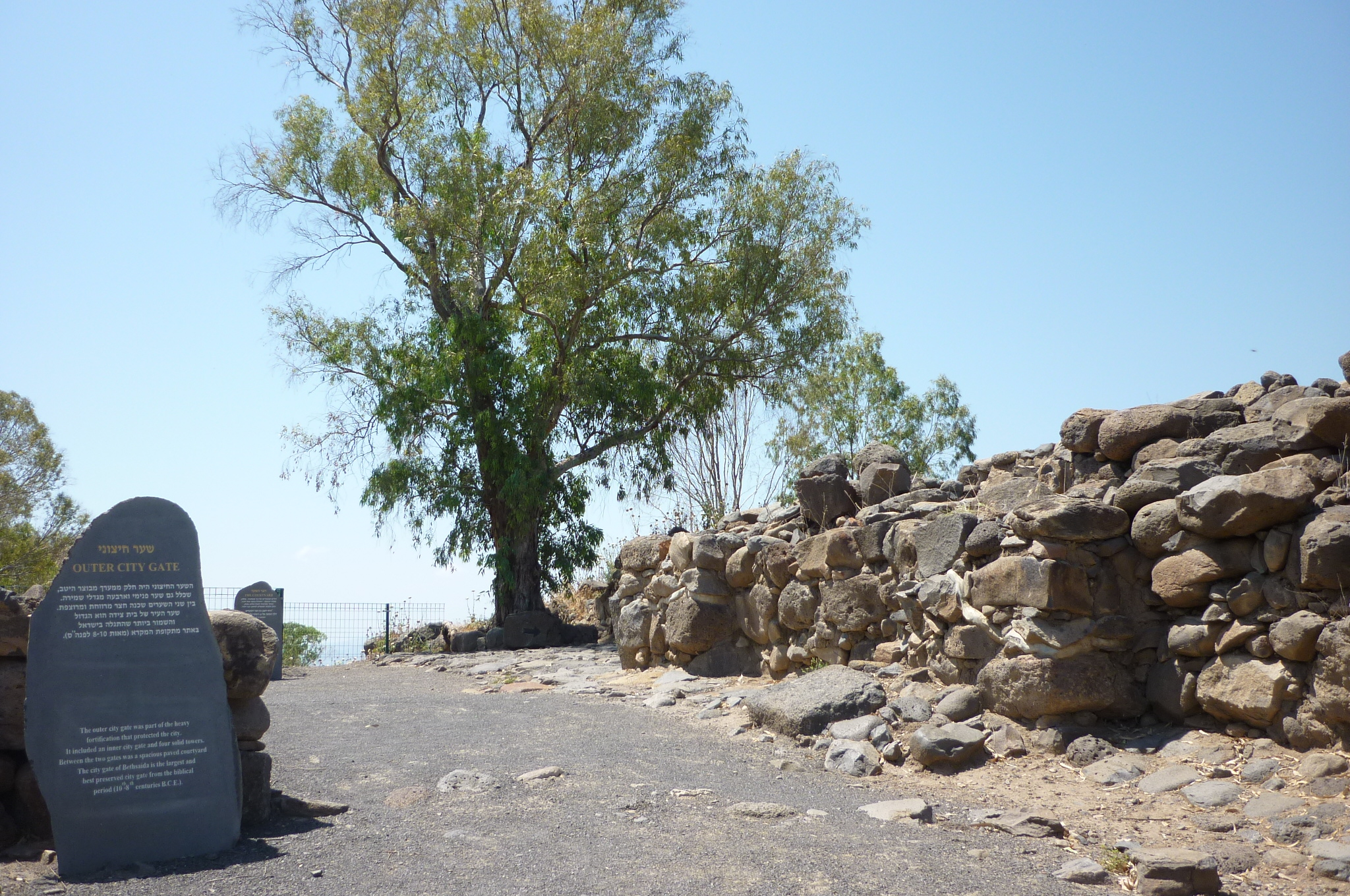
Bethsaida: buitenste stadspoort

Het belangrijkst was de vondst van de stadspoort, met een buitenste en een binnenste poort, de laatste met vier kamers en een verhoging of spreekgestoelte (Bima) voor de binnenste poort. 

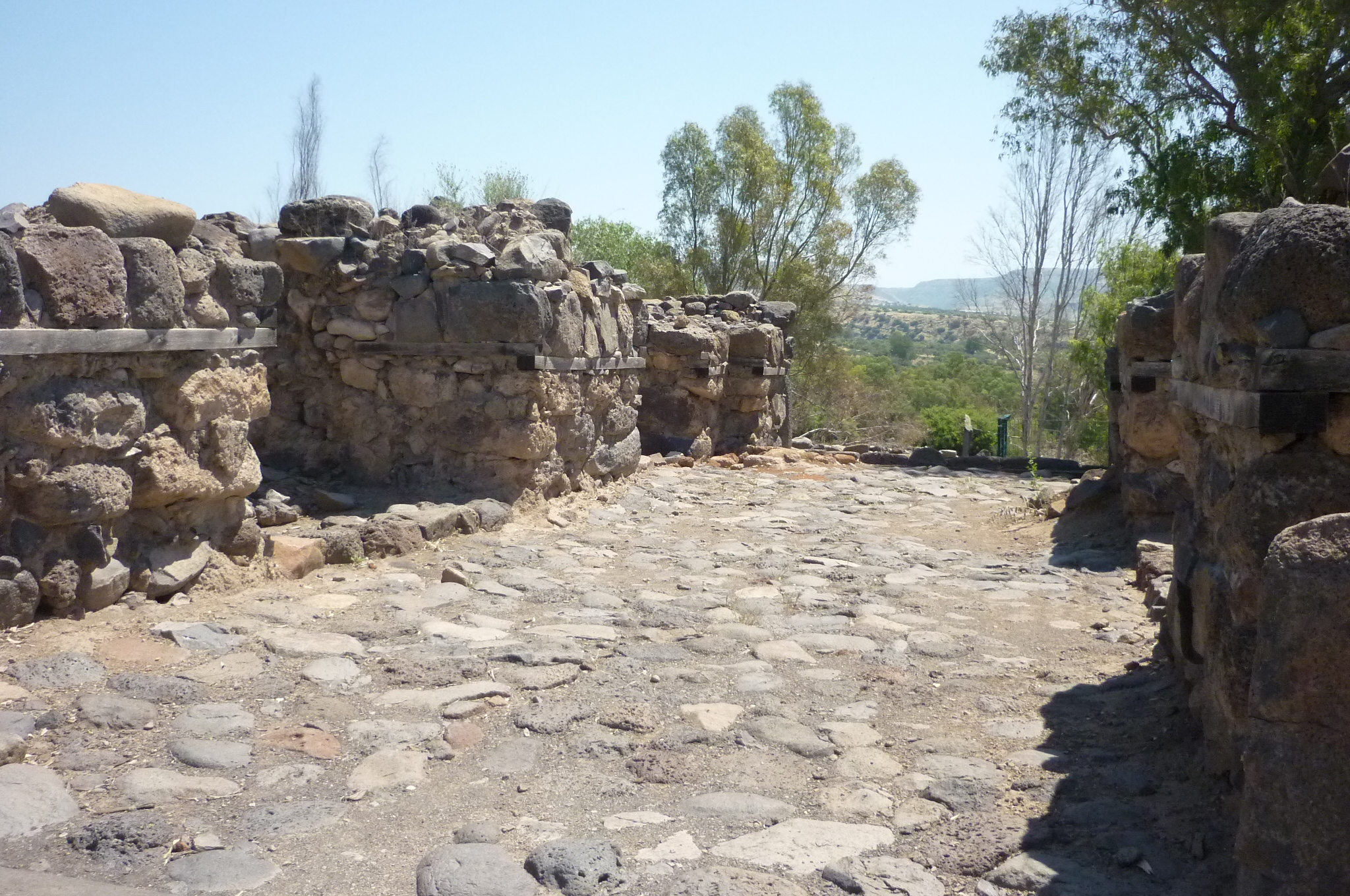
Bethsaida: binnenste stadspoort

Bij een offerplaats vond men een basalten afbeelding van een stier met dolk, die mogelijk de Aramese god Hadad voorstelt. Verder werden fragmenten van een bekken, een altaar en botten van geofferde dieren gevonden. 
De stad werd in 734 v. Chr. door de Assyrische koning Tiglat-Pileser III veroverd.

### Hellenistisch-Romeinse tijd
Over de betekenis van Bethsaida in deze tijd is iets bekend dankzij Flavius Josephus. Hij schrijft dat koning Filippus het dorp Bethsaida tot de rang stad (Polis) verhief, „haar inwoners en inkomstenbronnen verschafte“ en de naam ter ere van de vrouw van keizer Augustus in het jaar 30 in Julia-Livia veranderde. Vier jaar later stierf Filippus, die een zoon was van Herodes de Grote. Hij werd in Julia-Livia volgens Flavius met pracht en praal bijgezet. Uit deze periode werden enkele huizen uitgegraven, met name een vissers- en een wijngaardeniershuis. In het vissershuis werden talrijke bij de visserij benodigde spullen gevonden. In het huis van de wijnbouwer werden vier wijnkruiken in de kelder gevonden. 

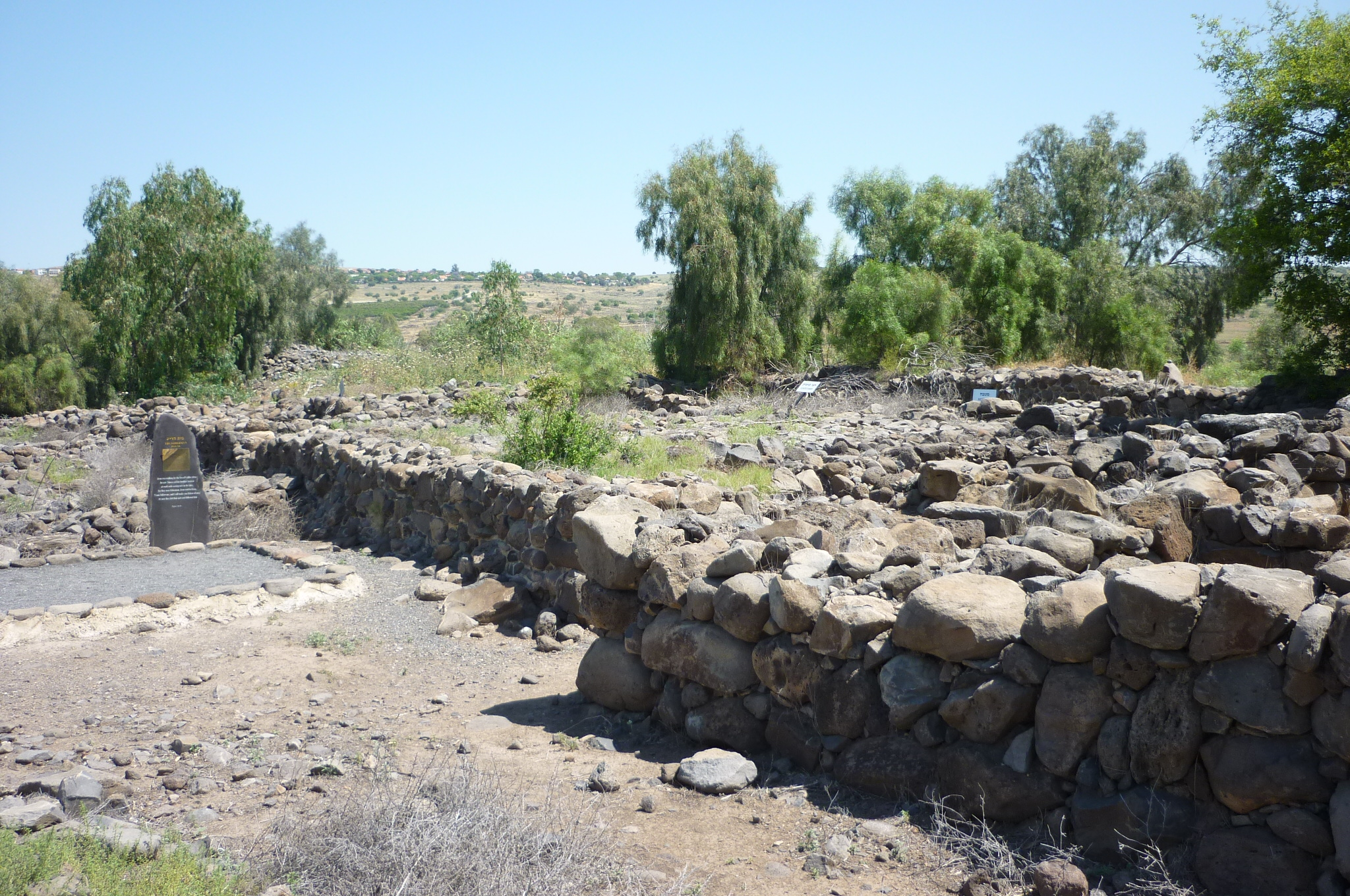
Bethsaida: vissershuis

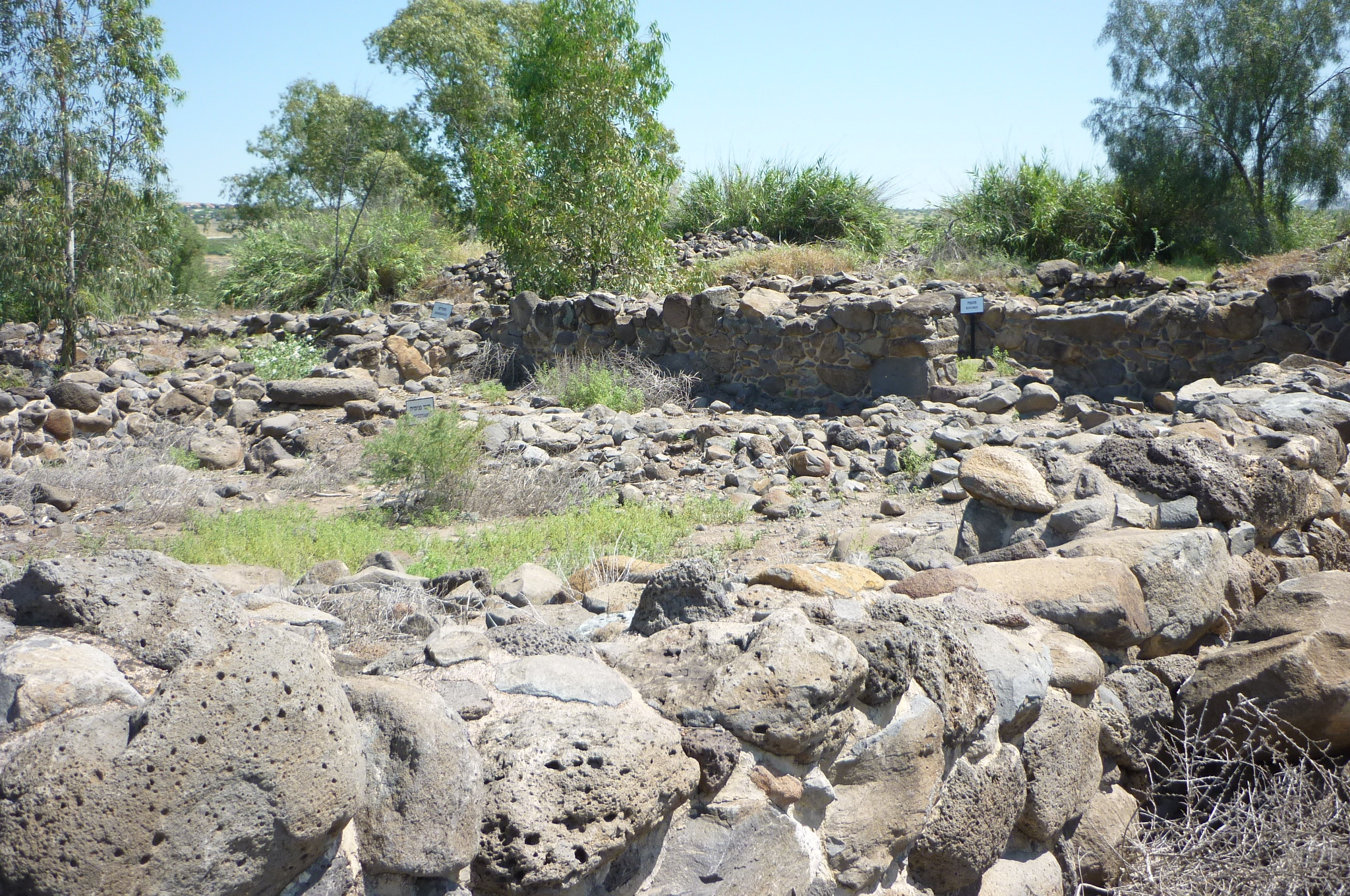
Bethsaida: huis van een wijnboer

Deze vondsten wijzen op de betekenis van visvangst en wijnbouw voor het dorp. Restanten van een kalkstenen gebouw en de vondst van wierookvaatjes in de ruïnes ervan worden als resten van een tempel geduid, die koning Filippus ter ere van Julia-Livia liet bouwen.

### Byzantijnse tijd
Door anderen werd ook el-Araj, dat aan de huidige kustlijn van het meer ligt, genoemd als locatie voor Betsaïda.
In 2017 ontdekten archeologen een Romeins badhuis in el-Araj, wat als bewijs wordt gezien dat deze plaats in de Romeinse periode een polis was. Het badhuis bevond zich in een grondlaag onder de Byzantijnse, met een laag modder en klei ertussen die kan duiden op een onderbreking in de bewoning tussen 250 en 350 na Chr. Ook werd door hen een belangrijke, kostbaar versierde Byzantijnse kerk ontdekt. Dit kan overeenstemmen met de beschrijving van een reiziger in het jaar 750.
Op basis van deze ontdekkingen denken deze archeologen dat el-Araj de meest waarschijnlijke kandidaat is voor de locatie van Betsaïda.
Er is overigens enige controverse over de vraag of er in Galilea één of mogelijk twee dorpen met de naam Betsaïda zijn geweest.